# Basandere

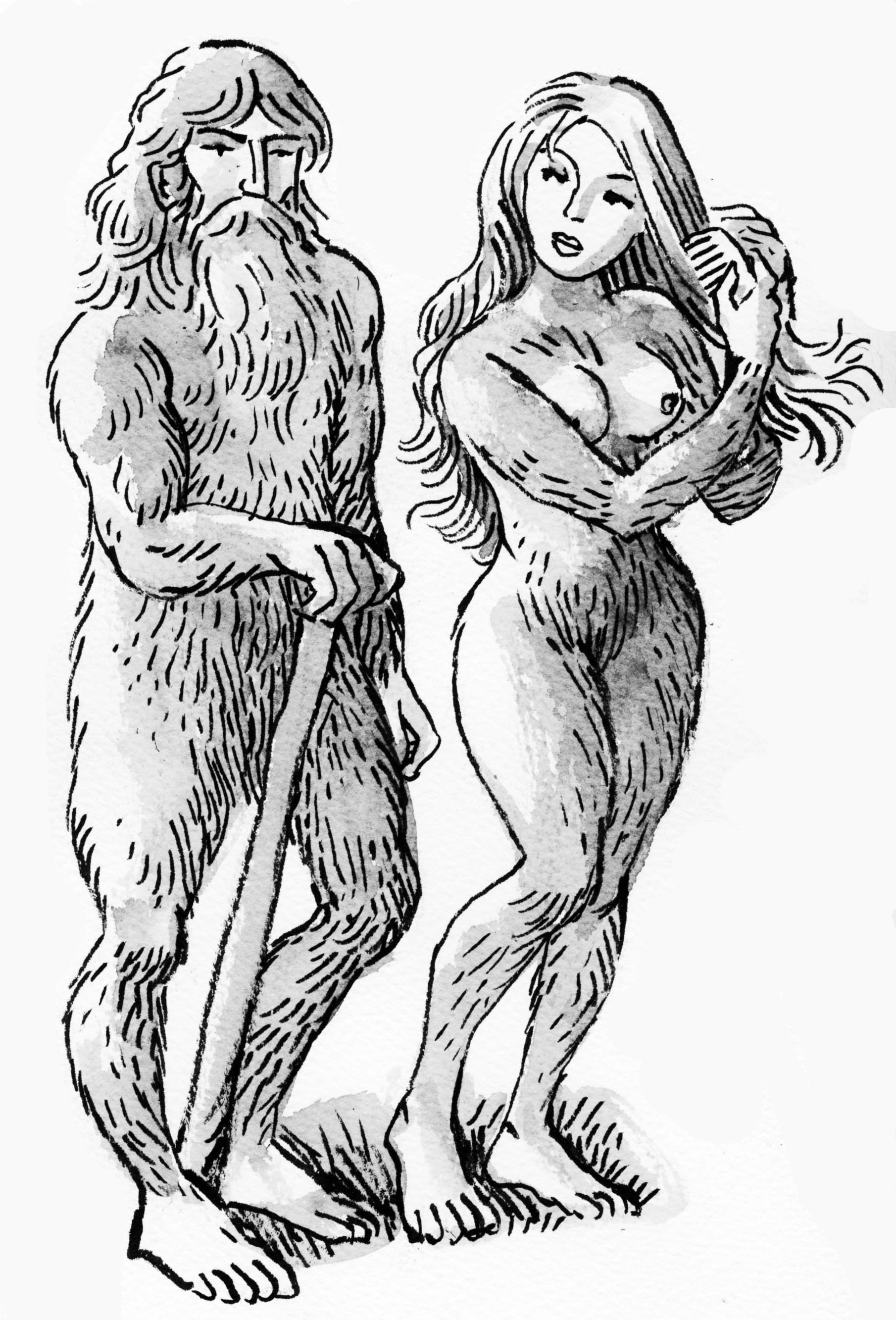
Basajauna et Basanderea par Jean-Claude Pertuzé

Basandere, Basaandere, Basa Andere, Basandere (prononcer « bachandéré ») désigne dans la mythologie basque une créature imaginaire, un jentil, femme de Basajaun. C'est une sorte de femme poilue et sauvage, vivant dans les Pyrénées basques, en particulier dans la forêt d'Iraty. 
En basque, Basandere signifie littéralement « la dame de la forêt » ou « la dame sauvage ». Par ses caractères physiques et son comportement, elle s'apparente aux « femmes sauvages » ou sylvains, protecteurs de la nature et des activités agro-pastorales, mais aussi aux hominidés légendaires connus dans la plupart des cultures traditionnelles, et plus particulièrement dans les zones de montagnes (yéti, almasty, sasquatch et autres…).

## Caractéristiques
Les Basandere, compagnes des Basajaunak, ont pour habitude de rester à proximité de l'entrée des cavernes, ou près des fontaines. Elles y passent des heures à peigner leur chevelure, tout en gardant un œil sur leurs vastes trésors. Le vol d'un peigne d'or, par un berger, est un thème de conte fréquent.
Il est pratiquement impossible de voir de près l'une de ces créatures, car dès que l'on s'en approche, elles disparaissent comme par magie.

## Habitat
Elles vivent dans les montagnes du Pays basque. Elles élisent domicile dans le sol, dans des grottes et des cavernes. Dans le sens basque, il s'agit d'une galerie qui met en communication le monde extérieur et le monde souterrain. Celles-ci sont si vastes qu'elles font penser à d'immenses châteaux.

## Particularités
Selon certaines légendes, relativement rares, les Basajaunak seraient extrêmement rapides à la course. Pourtant, ils doivent s'appuyer sur un bâton.
Les empreintes qu'ils laissent dans la neige sont facilement reconnaissables. En effet, on y distingue un pied d'homme à côté d'un pied de cheval.
Ils sont parfois dotés d'un œil unique, situé au milieu de leur front : caractéristique propre au cyclope (Tarto, Tartaro) avec qui on l'a progressivement assimilé. D'ailleurs, on donne souvent à l'un et à l'autre le nom d'Anxo.
Les enfants naissant de l'union d'un Basajaun et d'une humaine se nomment des hachkos.

## Spéculations sur l'origine
D'après certains, les histoires sur les Basajaunak, comme celles de Jean de l'Ours et en général des « hommes sauvages », tireraient leur origine de la rencontre des proto-Basques, qui seraient arrivés il y a environ 40 000 ans, avec les derniers Néandertaliens, alors en voie d'extinction. Cette hypothèse est toutefois en contradiction avec le fait que les Basajaunak sont censés avoir donné l'agriculture aux Basques, cette pratique étant totalement étrangère aux Néandertaliens et n'étant adoptée qu'au Néolithique.
Jean-Jacques Rousseau parlait d'hommes sauvages des Pyrénées en 1754 dans son Discours sur l'origine et les fondements de l'inégalité parmi les hommes. Linné classa ces humains marchant à quatre pattes, ne sachant pas parler et velus, dans l'espèce Homo ferus. 
En 1776, l’ingénieur Leroy, responsable de la Marine royale et de l’exploitation des forêts d’Aspe et d'Iraty, fait part dans son mémoire d'un homme d’une trentaine d’années, poilu comme un ours, probablement atteint d’hypertrichose (syndrome d’Ambras).
Toutefois les légendes concernant des « hommes sauvages » existaient dans toute l'Europe bien avant ces cas particuliers.

## Arbre généalogique
| Princesse de Mundaka | Princesse de Mundaka | Princesse de Mundaka | Princesse de Mundaka | Princesse de Mundaka              | Princesse de Mundaka              |                                   |                                   |                                   |                                   | Sugaar (Feu, serpent) | Sugaar (Feu, serpent) | Sugaar (Feu, serpent)               | Sugaar (Feu, serpent)     | Sugaar (Feu, serpent)     | Sugaar (Feu, serpent)     |                           |                           |  |  |                      |                      | Mari (Déesse)        | Mari (Déesse)        | Mari (Déesse)        | Mari (Déesse)        | Mari (Déesse) | Mari (Déesse) |                                 |                                 |                                 |                                 |                                       |                                       |                                       |                                       | Amalur (La Terre Mère)                | Amalur (La Terre Mère)                | Amalur (La Terre Mère)       | Amalur (La Terre Mère)       | Amalur (La Terre Mère)              | Amalur (La Terre Mère)              |                                     |                                     |                                     |                                     |  |  |
| Princesse de Mundaka | Princesse de Mundaka | Princesse de Mundaka | Princesse de Mundaka | Princesse de Mundaka              | Princesse de Mundaka              |                                   |                                   |                                   |                                   | Sugaar (Feu, serpent) | Sugaar (Feu, serpent) | Sugaar (Feu, serpent)               | Sugaar (Feu, serpent)     | Sugaar (Feu, serpent)     | Sugaar (Feu, serpent)     |                           |                           |  |  |                      |                      | Mari (Déesse)        | Mari (Déesse)        | Mari (Déesse)        | Mari (Déesse)        | Mari (Déesse) | Mari (Déesse) |                                 |                                 |                                 |                                 |                                       |                                       |                                       |                                       | Amalur (La Terre Mère)                | Amalur (La Terre Mère)                | Amalur (La Terre Mère)       | Amalur (La Terre Mère)       | Amalur (La Terre Mère)              | Amalur (La Terre Mère)              |                                     |                                     |                                     |                                     |  |  |
|                      |                      |                      |                      |                                   |                                   |                                   |                                   |                                   |                                   |                       |                       |                                     |                           |                           |                           |                           |                           |  |  |                      |                      |                      |                      |                      |                      |               |               |                                 |                                 |                                 |                                 |                                       |                                       |                                       |                                       |                                       |                                       |                              |                              |                                     |                                     |                                     |                                     |                                     |                                     |  |  |
|                      |                      |                      |                      |                                   |                                   |                                   |                                   |                                   |                                   |                       |                       |                                     |                           |                           |                           |                           |                           |  |  |                      |                      |                      |                      |                      |                      |               |               |                                 |                                 |                                 |                                 |                                       |                                       |                                       |                                       |                                       |                                       |                              |                              |                                     |                                     |                                     |                                     |                                     |                                     |  |  |
|                      |                      |                      |                      | Jaun Zuria (Seigneur des Basques) | Jaun Zuria (Seigneur des Basques) | Jaun Zuria (Seigneur des Basques) | Jaun Zuria (Seigneur des Basques) | Jaun Zuria (Seigneur des Basques) | Jaun Zuria (Seigneur des Basques) |                       |                       | Mikelats (Mauvais esprit)           | Mikelats (Mauvais esprit) | Mikelats (Mauvais esprit) | Mikelats (Mauvais esprit) | Mikelats (Mauvais esprit) | Mikelats (Mauvais esprit) |  |  | Atarabi (Bon esprit) | Atarabi (Bon esprit) | Atarabi (Bon esprit) | Atarabi (Bon esprit) | Atarabi (Bon esprit) | Atarabi (Bon esprit) |               |               |                                 |                                 |                                 |                                 | Eguzki Amandre (La grand-mère soleil) | Eguzki Amandre (La grand-mère soleil) | Eguzki Amandre (La grand-mère soleil) | Eguzki Amandre (La grand-mère soleil) | Eguzki Amandre (La grand-mère soleil) | Eguzki Amandre (La grand-mère soleil) |                              |                              | Ilargi Amandre (La grand-mère lune) | Ilargi Amandre (La grand-mère lune) | Ilargi Amandre (La grand-mère lune) | Ilargi Amandre (La grand-mère lune) | Ilargi Amandre (La grand-mère lune) | Ilargi Amandre (La grand-mère lune) |  |  |
|                      |                      |                      |                      | Jaun Zuria (Seigneur des Basques) | Jaun Zuria (Seigneur des Basques) | Jaun Zuria (Seigneur des Basques) | Jaun Zuria (Seigneur des Basques) | Jaun Zuria (Seigneur des Basques) | Jaun Zuria (Seigneur des Basques) |                       |                       | Mikelats (Mauvais esprit)           | Mikelats (Mauvais esprit) | Mikelats (Mauvais esprit) | Mikelats (Mauvais esprit) | Mikelats (Mauvais esprit) | Mikelats (Mauvais esprit) |  |  | Atarabi (Bon esprit) | Atarabi (Bon esprit) | Atarabi (Bon esprit) | Atarabi (Bon esprit) | Atarabi (Bon esprit) | Atarabi (Bon esprit) |               |               |                                 |                                 |                                 |                                 | Eguzki Amandre (La grand-mère soleil) | Eguzki Amandre (La grand-mère soleil) | Eguzki Amandre (La grand-mère soleil) | Eguzki Amandre (La grand-mère soleil) | Eguzki Amandre (La grand-mère soleil) | Eguzki Amandre (La grand-mère soleil) |                              |                              | Ilargi Amandre (La grand-mère lune) | Ilargi Amandre (La grand-mère lune) | Ilargi Amandre (La grand-mère lune) | Ilargi Amandre (La grand-mère lune) | Ilargi Amandre (La grand-mère lune) | Ilargi Amandre (La grand-mère lune) |  |  |
|                      |                      |                      |                      |                                   |                                   |                                   |                                   |                                   |                                   |                       |                       |                                     |                           |                           |                           |                           |                           |  |  |                      |                      |                      |                      |                      |                      |               |               |                                 |                                 |                                 |                                 |                                       |                                       |                                       |                                       |                                       |                                       |                              |                              |                                     |                                     |                                     |                                     |                                     |                                     |  |  |
|                      |                      |                      |                      |                                   |                                   |                                   |                                   |                                   |                                   |                       |                       |                                     |                           |                           |                           |                           |                           |  |  |                      |                      |                      |                      |                      |                      |               |               |                                 |                                 |                                 |                                 |                                       |                                       |                                       |                                       |                                       |                                       |                              |                              |                                     |                                     |                                     |                                     |                                     |                                     |  |  |
|                      |                      |                      |                      |                                   |                                   |                                   |                                   |                                   |                                   |                       |                       | Amilamia (Bienfaisante)             | Amilamia (Bienfaisante)   | Amilamia (Bienfaisante)   | Amilamia (Bienfaisante)   | Amilamia (Bienfaisante)   | Amilamia (Bienfaisante)   |  |  | Urtzi (Dieu du ciel) | Urtzi (Dieu du ciel) | Urtzi (Dieu du ciel) | Urtzi (Dieu du ciel) | Urtzi (Dieu du ciel) | Urtzi (Dieu du ciel) |               |               | Basajaun (Seigneur de la forêt) | Basajaun (Seigneur de la forêt) | Basajaun (Seigneur de la forêt) | Basajaun (Seigneur de la forêt) | Basajaun (Seigneur de la forêt)       | Basajaun (Seigneur de la forêt)       |                                       |                                       | Basandere (Dame de la forêt)          | Basandere (Dame de la forêt)          | Basandere (Dame de la forêt) | Basandere (Dame de la forêt) | Basandere (Dame de la forêt)        | Basandere (Dame de la forêt)        |                                     |                                     |                                     |                                     |  |  |
|                      |                      |                      |                      |                                   |                                   |                                   |                                   |                                   |                                   |                       |                       | Amilamia (Bienfaisante)             | Amilamia (Bienfaisante)   | Amilamia (Bienfaisante)   | Amilamia (Bienfaisante)   | Amilamia (Bienfaisante)   | Amilamia (Bienfaisante)   |  |  | Urtzi (Dieu du ciel) | Urtzi (Dieu du ciel) | Urtzi (Dieu du ciel) | Urtzi (Dieu du ciel) | Urtzi (Dieu du ciel) | Urtzi (Dieu du ciel) |               |               | Basajaun (Seigneur de la forêt) | Basajaun (Seigneur de la forêt) | Basajaun (Seigneur de la forêt) | Basajaun (Seigneur de la forêt) | Basajaun (Seigneur de la forêt)       | Basajaun (Seigneur de la forêt)       |                                       |                                       | Basandere (Dame de la forêt)          | Basandere (Dame de la forêt)          | Basandere (Dame de la forêt) | Basandere (Dame de la forêt) | Basandere (Dame de la forêt)        | Basandere (Dame de la forêt)        |                                     |                                     |                                     |                                     |  |  |
|                      |                      |                      |                      |                                   |                                   |                                   |                                   |                                   |                                   |                       |                       |                                     |                           |                           |                           |                           |                           |  |  |                      |                      |                      |                      |                      |                      |               |               |                                 |                                 |                                 |                                 |                                       |                                       |                                       |                                       |                                       |                                       |                              |                              |                                     |                                     |                                     |                                     |                                     |                                     |  |  |
|                      |                      |                      |                      |                                   |                                   |                                   |                                   |                                   |                                   |                       |                       | Laminak (Petits êtres fantastiques) |                           |                           |                           |                           |                           |  |  |                      |                      |                      |                      |                      |                      |               |               |                                 |                                 |                                 |                                 |                                       |                                       |                                       |                                       |                                       |                                       |                              |                              |                                     |                                     |                                     |                                     |                                     |                                     |  |  |